# Dark Sun
Dark Sun è un'ambientazione del gioco di ruolo Dungeons & Dragons, i cui eventi si svolgono su un pianeta immaginario desertico chiamato Athas.
I temi di questa ambientazione sono comuni al sottogenere "Terra morente" (Dying Earth) del filone science fantasy e includono la sopravvivenza agli elementi, un disastro ecologico, la scarsità delle risorse naturali, la schiavitù, la povertà e il comune utilizzo delle arti psioniche. La situazione politica è simile a quella del Medio Oriente, del Nord Africa o della Mesopotamia. Acqua e metalli sono estremamente rari. Le forze elementali lo hanno reso un difficile mondo esotico. L'ambientazione venne riproposta nel 2010 per la 4ª edizione di Dungeons & Dragons e tradotta per la prima volta in italiano dalla 25 Edition.

## Il mondo
Una volta Athas era un pianeta brulicante di vita, ma perse la sua fertilità a causa dell'uso della magia corruttrice dei "profanatori". Ora è una terra bruciata dal sole e dimenticata dagli dei, dall'acqua e dalla speranza. Le risorse naturali si sono esaurite e la mancanza dei metalli ha portato ad un grande utilizzo di legno, ossidiana e ossa per costruire sia armi sia utensili ed oggetti comuni. In una simile landa dimenticata, anche le creature più semplici hanno sviluppato competenze nelle arti psioniche nella lotta per la sopravvivenza. In un mondo come Athas, la morte per vecchiaia naturale è considerata un grande successo e persino un evento degno di essere celebrato.

## Geografia

### Il Mare di Limo
Da molti anni l'acqua ha smesso di scorrere in superficie e può essere trovata solo nell'ultimo mare, in alcune oasi, in piccoli laghi e ruscelli e a ovest delle Montagne Risonanti nella Foresta del Crinale. Non solo le montagne sono quasi invalicabili, ma la Foresta del Crinale è abitata dagli halfling, che nel mondo di Dark Sun sono piccole creature che vivono in tribù e non esitano a catturare e a mangiare gli intrusi. Questo rende quasi impossibile andare verso ovest oltre le montagne.
Nel mondo di Athas, a causa della magia profanatrice, al posto dell'oceano vi è un mare composto interamente di limo. Un limo incredibilmente pericoloso, dato che non è in grado di sopportare il peso di una creatura umanoide, e le stesse particelle di cui è costituito sono estremamente sottili e finiscono facilmente nei polmoni. Un forte vento proveniente dal Mare di Limo può obbligare gli abitanti dei villaggi situati nelle vicinanze a rimanere chiusi in casa tutto il giorno. Alcune persone spesso costruiscono un oggetto simile a una maschera che, posizionata sulla bocca e sul naso, viene mantenuta umida per permettere alla persona di respirare.
Il limo diventa più solido pochi metri sotto la superficie. Grazie a questo i giganti spesso utilizzano le strade di limo solidificato ed è possibile vederli immersi nel limo fino al petto. Anche gli umani a volte costruiscono imbarcazioni in grado di navigare su questo mare, anche se la loro velocità è di molto inferiore. In ogni caso sia gli umani che i giganti nell'attraversamento rischiano di dover ancora affrontare le creature che vivono in questo mare di limo.
Esistono anche navigatori psionici che, grazie all'utilizzo di una grande sfera di ossidiana usata per focalizzare il loro potere, possono levitare telecineticamente e condurre la nave come se stessero navigando sull'acqua.

## La regione di Tyr
La regione di Tyr è una zona di Athas vasta centinaia di chilometri quadrati: si estende dall'entroterra ad ovest, alla Valle di Polvere e Fuoco ad est al di là del Mare di Limo, alle Terre Morte a sud, fino all'Abisso della Tomba dei Troll a nord; comprende tutte le città tranne due città-stato dei re-stregoni, gli antichi Campioni di Rajaat.  In questa regione sono normalmente ambientate le avventure.

### Città stato
I governanti delle isolate città-stato sono chiamati re-stregoni, e, molto spesso, sono l'equivalente in Dark Sun dei dragoni. I templari possono servire e venerare questi re-stregoni come fonte dei loro incantesimi. I chierici adorano le forze elementali, mentre i druidi seguono delle potenti entità, note come spiriti della terra.
A nord e a sud, vi sono altre città, ma il loro territorio è estremamente inospitale, per cui molte persone non vogliono rischiare un simile viaggio e la posizione di queste città rimane incerta. La vita nella Regione di Tyr è abbastanza difficile, e, sebbene i personaggi comincino a livelli più alti di quelli delle altre ambientazioni, sono ostacolati da grandi limitazioni: rischiare la propria vita per amore dell'avventura o per altruismo è un'azione sciocca, dato che la sopravvivenza ha la precedenza.
BalicÈ la città più meridionale della Regione di Tyr, in passato governata dal re-stregone Andropinis. È situata al limitare del Mare di Limo ed è l'unica città della regione ad avere una tradizione di governo scelto tramite elezione. È paragonabile all'Antica Grecia.
DrajSituata su una distesa fangosa nella zona nordorientale della Regione di Tyr, Draj era governata dal re-stregone Tectuktitlay, ma dopo la sua morte a Ur-Draxa venne sostituito dal figlio putativo, Atzetuk. È ispirata agli Aztechi.
GulgGovernata dalla divinità-foresta, Lalali-Puy, Gulg è unica tra le città-stato costruita con materiale vivente della foresta invece di pietra e mattoni. È ispirata all'Africa.
NibenayNibenay è situata nei pressi del centro della regione dei Tyr, proprio a est della città-stato di Gulg. Nibenay è governata da un re-stregone chiamato "il Re Ombra": tra i re-stregoni è il più riservato di tutti. Il Re Ombra spesso rimane nascosto per anni, a causa della sua mancanza di interesse negli affari del governo e di altri progetti più importanti su cui lavora. È ispirata alla Cina.
RaamPrecedentemente governata dalla regina-stregone Abalach-Re, Raam era sull'orlo di una guerra civile, persino prima della sua morte: ora è in preda al caos, un accampamento armato diviso in varie fazioni in lotta. È ispirata all'India.
TyrLa città che dà il nome alla regione è situata a est delle Montagne Risonanti. Venne governata dal re-stregone Kalak fino al suo rovesciamento. Ora, visto che è stata abolità anche la schiavitù, è l'unica città libera della regione. Ha molto in comune con la sua quasi-omonima e storica città Tiro, incluso il monopolio della porpora.
UrikRetta dal dittatore Hamanu, Urik è divenuta una città chiusa dai tempi del Grande Terremoto, e solo raramente permette l'invio di carovane. È ispirata a Babilonia e Uruk.

## La regione delle Costiere Frastagliate
La zona delle Costiere Frastagliate è un'altra regione di Athas estesa per centinaia di chilometri quadrati, a nord della regione di Tyr: si estende dalla Savana Cremisi a ovest, dal Mare di Limo a est, e dalle Pianure di Fuoco a nord.

### L'Ultimo Mare
L'Ultimo Mare è l'ultima grande massa d'acqua presente su Athas, ed è un ritorno all'Era Verde di Athas, visto che venne protetta nel corso delle guerre purificatrici dai misteriosi Signori della Mente - potenti psionici dell'epoca d'oro. Governano tuttora la regione dell'Ultimo Mare, chiamata Marnita, ma hanno spostato le loro menti in sfere di ossidiana nascoste nella città di Sarangar. La loro venerabile età e la mancanza di sensazioni fisiche hanno portato i Signori della Mente alla pazzia.

### La Savana Cremisi
Una zona di ampie pianure con piante taglienti simili a bambù, abitata dai Thri-kreen.

### Eldaarich
Città del Campione Rajaat, Daskinor "Morte dei Goblin". La città somiglia a una prigione a causa della paranoia di Daskinor.

### Kurn
Città di Keltis (Oronis), un re-stregone che ha abbandonato la via della magia profanatrice in favore di quella preservatrice; di conseguenza, il suo corpo non si sta lentamente trasformando in quello di un drago come quello degli altri re-stregoni ma sta mutando in una creatura detta "avangion", simile ad una grande farfalla. Oronis ha trasferito gran parte della sua popolazione a Nuova Kurn, una città nascosta soggetta a un rigido regime di polizia, mentre la Vecchia Kurn è poco più di una copertura per evitare che gli stranieri capiscano i cambiamenti che vi hanno avuto luogo.

## Le Terre Morte
Le Terre Morte sono una vasta pianura di ossidiana a sud della regione di Tyr, inavvertitamente creata dal profanatore Qwith, un agente di Rajaat.

## Razze e Mostri
A causa delle dure condizioni di vita del pianeta, la flora e la fauna si sono evolute in modo da essere estremamente resistenti e potenti, se paragonate alle loro controparti delle altre ambientazioni di Dungeons & Dragons. Molte razze, se non tutte, posseggono un meccanismo proprio di auto-difesa che consiste in capacità psioniche, incrementi di forza, agilità e peso, minore necessità di acqua e cibo, capacità di visione dell'aura, vista migliorata e/o varie armi.
Ci sono molte differenze tra le razze, rispetto a quelle presenti nelle altre ambientazioni di Dungeons & Dragons. Le razze Athasiane sono considerate molto più evolute di quelle delle altre ambientazioni. Per esempio, un elfo Athasiano è più veloce, forte e grosso di qualsiasi altro elfo delle altre ambientazioni di D&D. Un umano Athasiano è in grado di essere molto più forte, veloce, resistente, intelligente, saggio e carismatico di un umano di un'altra ambientazione.
Questa evoluzione è dovuta alle seguenti ragioni:
1. Molte risorse naturali sono state esaurite dalla magia profanatrice.
2. L'ambiente ostile ha indotto tali cambiamenti e ha portato alla formazione di un sistema di governo primitivo ed essenziale. Athas adotta l'approccio darwiniano per cui i più deboli muoiono, i forti sopravvivono e il più forte tra i forti comanda. Inoltre le razze più deboli impiegano molto ad essere estirpate.
3. A differenza delle altre ambientazioni, non ci sono "popolani" su Athas. Ogni paesano è addestrato a difendersi dalle creature fameliche e selvagge. A nessuno viene risparmiato questo addestramento. Coloro che non possono o non vogliono seguire l'addestramento è facile che diventino il pasto di una delle tantissime creature fameliche e selvagge.

### Razze giocabili
Sebbene il mondo di Athas abbia molte razze classiche di Dungeons & Dragons, queste possiedono caratteristiche diverse; per esempio, molti halfling sono feroci cannibali, gli elfi sono nomadi del deserto, i nani sono pelati con la tendenza a diventare mentalmente focalizzati (o ossessionati) sul raggiungimento di un certo obiettivo, come i derro.
Le razze presenti nella prima edizione sono:
- Aarakocra - Una razza di umanoidi alati, nelle altre ambientazioni considerata tra i mostri.
- Nani
- Elfi
- Mezzielfi
- Mezzogiganti - Più intelligenti delle loro controparti presenti nelle altre ambientazioni, ma con la tendenza a cambiare spesso personalità
- Halfling
- Umani
- Mul - Un incrocio tra nani e umani
- Pterran - Una razza sciamanica di umanoidi simili ai lucertole
- Thri-Kreen - Una razza umanoide insettoide, simile alle mantidi religiose, apparsa tra i mostri in altre ambientazioni
- Dray

La Paizo Publishing ha introdotto anche le due razze seguenti:
- Elan
- Maenad

### Classi
Alcune classi comuni alle altre ambientazioni di Dungeons & Dragons semplicemente in Athas non ci sono. Nella versione 3.5 del gioco, paladini, monaci e stregoni non hanno corrispettivi su Athas. Viceversa, l'inusuale natura della magia, lo sviluppo comune delle arti psioniche  e l'attenzione alle capacità di sopravvivenza personale hanno modificato la sfera di influenza di alcune classi e ne ha aggiunte di nuove.

#### Utenti di Magia
Seguono i tratti distintivi dei vari incantatori.

##### Sacerdoti
A differenza di molte ambientazioni di D&D, non ci sono reali divinità. Comunque le persone venerano e ricevono dei poteri da :
- I Chierici elementali, i quali traggono il loro potere dalle forze elementali e spesso in conflitto tra di loro.
- I Chierici paraelementali, i quali traggono il loro potere dai paraelementi (Sole, Limo, Magma, Pioggia). Questi sacerdoti sono più rari dei chierici elementali e spesso hanno capacità simili ai due elementi più vicini (Fuoco-Sole-Aria-Pioggia-Acqua-Limo-Terra-Magma-Fuoco-Sole-...)
- I Druidi, che traggono il loro potere dalla Natura (o da quello che ne rimane) sono spesso gli avversari più estremi e violenti dei profanatori.
- I Templari, che ottengono il loro potere dagli stessi re-stregoni.

##### Maghi
Gli incantatori arcani traggono il loro potere dalla stessa vita. Molti maghi traggono il loro potere dai vegetali. Esistono due principali tipo di mago:
- I profanatori, che estraggono il potere velocemente, uccidendo la vita vegetale dei dintorni, e rendendo sterile il terreno su cui crescevano le piante e impossibile la crescita per secoli. Questa profanazione della terra è il motivo per cui il pianeta Athas, una volta sano, ora è desertico. I profanatori molto potenti sono capaci di estrarre il potere anche dalle creature. I profanatori potenti (come i dragoni) possono uccidere in questo modo.
- I preservatori, che estraggono il potere con maggiore cautela, lanciando gli incantesimi senza uccidere i vegetali. I preservatori molto potenti sono capaci di estrarre il potere anche dalle creature. I preservatori potenti (come gli Avangion) hanno questa capacità, ma nell'utilizzarla non uccidono mai.

La gente comune di Athas non conosce queste differenze e considera i maghi come se fossero tutti profanatori, responsabili della distruzione del mondo.
Non si è quasi mai sentito parlare di stregoneria, sebbene sia stata notata da singoli discendenti dei dragoni (solo nella versione Paizo).
L'Alleanza Velata, è un'organizzazione segreta di preservatori, grazie a delle cellule presenti in tutte le città-stato e nei principali villaggi. Questa organizzazione è impegnata nella distruzione dei re-stregoni profanatori.
Un gruppo di maghi molto raro è in grado di lanciare incantesimi grazie ad altre fonti di potere, come il Sole o la stessa Tempesta Celeste.

##### Classi Psioniche
Le scuole della mente sono per lo più asservite ai re-stregoni. Lo psionismo è comune in Athas quanto la magia arcana lo è nelle altre ambientazioni di D&D. È accettato come una normale componente della vita.

## Personaggi
Le città-stato di Athas descritte nei manuali originali sono rette dai "re dragoni", precedentemente Campioni di Rajaat. Il primo stregone di Athas, ossessionato dall'intenzione di far tornare il mondo alla sua Era Blu, organizzò lo sterminio di tutte le razze Athasiane "impure" create fino ad allora (tutte tranne gli halfling e i thri-kreen, che riteneva animali). Quando i campioni capirono che Rajaat intendeva distruggere anche gli umani, si ribellarono. I ribelli non potevano uccidere il loro signore a causa della sua immensa conoscenza della stregoneria e per questo lo imprigionarono in un posto chiamato "Il Vuoto". In seguito, per mantenere prigioniero Rajaat, lavorarono assieme per trasformare uno di loro, Borys di Ebe, in un dragone piumato in grado di mantenere la prigione magica del loro antico padrone. Ognuno dei rimanenti Campioni smise di combattere la razza assegnatagli e divenne un re-stregone di una delle città-stato.
Ci furono anche altri personaggi che giocarono una parte importante nello sviluppo dei prodotti del mondo di Dark Sun; tra cui:
- Agis degli Asticles - un nobile/santore psinico della città-stato di Tyr che gioca un ruolo importante nei romanzi della Pentalogia del Prisma scritti da Troy Denning, nella liberazione di Tyr e la ricerca di Tithian.
- Tithian dei Mericles - un nobile che prima era l'Alto Templare al servizio del re-stregone Kalak e che, dopo la sua morte, si incoronò Re di Tyr in mezzo a una folla e, allo stesso momento, abolì la schiavitù. In seguito, si scoprì che egli era estremamente bramoso di potere e malvagio, desideroso di divenire il nuovo re-stregone di Tyr, e cercò di liberare Rajaat il Portatore di Guerra.
- Sadira - una mezzelfa ex-schiava a Tyr a cui fu insegnata la via del preservatore da giovane, anche lei è stata importante nella liberazione di Tyr e nella successiva creazione di una classe chiamata i maghi del sole.
- Rikus - un ex-schiavo, un gladiatore mul di Tyr, è il partner di Neeva sia nel combattimento che nella vita.
- Neeva - una ex-schiava, una gladiatrice umana di Tyr, è la partner di Rikus e la sua amante.
- Caelum - un nano chierico del Sole (sfera del Sole paraelementale). Sposa Neeva ed è padre di Rkard.
- Rkard - un ragazzo mul, figlio di Neeva, chierico del Sole. Il suo potere è limitato, ma è capace di infliggere dolore a Hamanu (4º Campione di Rajaat, il Brucia-Troll, e Re di Urik) e questo implica che è in grado di nuocere anche agli altri Campioni.
- Magnus - una nuova razza Cantore del Vento (chierico dell'Aria elementale), cugino di Sadira (dal lato elfico). È stato mutato dalla magia residua intorno alla Torre dei Primordi, e come conseguenza non ha l'aspetto che dovrebbe possedere per essere un puro elfo. È alto e volgare, massiccio e simile a un rettile.

## I Campioni di Rajaat
L'ascesa dei Campioni, come annuncio dell'inizio delle guerre genocide per epurare Athas dai non-umani, ha cambiato la vita politica e sociale su Athas, per non parlare delle modifiche alla geografia del mondo. Queste Guerre Purificatrici sono state organizzate dal primo stregone di Athas e più potente incantatore, Rajaat, e messe in atto dai suoi Campioni immortali.
Qui seguono i loro nomi e gli anni necessari per eliminare, o epurare, la razza a loro assegnata.
1º Campione di Rajaat - Sacha di Arala "Maledizione dei Coboldi": maschio, tempo necessario per l'epurazione: 268 anni, fu decapitato da Borys non appena questi assunse la forma di dragone per mantenere imprigionato Rajaat. Sacha venne decapitato come punizione per aver, insieme a Wyan, tradito gli altri Campioni ed esserci alleato con Rajaat, avvisandolo dell'imminente attacco dei Campioni.
2º Campione di Rajaat - Kalak di Tyr "Devastazione degli Ogre": maschio, tempo necessario per l'epurazione: 1228 anni, re-stregone di Tyr, ucciso da Rikus, Neeva, Sadira, Agis, e Tithian. Molti ritengono che non sia un vero Campione, come menzionato in The Rise and Fall of a Dragon King ma che abbia usato il potere di Sacha e Wyan per concedere la magia clericale ai suoi templari. Questo è stato scritto nei romanzi, visto che il libro The Rise and Fall of a Dragon King fa riferimento a Inenek (Lalali-Puy) come "Devastazione degli Ogre" ma viene contraddetto da altre fonti come il libro City State of Tyr e il Revised Dark Sun boxed set.
3º Campione di Rajaat - Dregoth "Distruttore dei Giganti": maschio, epurazione fallita, re-stregone di Guistenal, ucciso da diversi re-stregoni (condotti da Abalach-Re) perché era prossimo a completare la sua metamorfosi in dragone e ad ascendere da dragone di 29º livello a dragone di 30º livello. Gli altri re-stregoni temevano che sarebbe divenuto pazzo come era successo a Borys dopo la sua trasformazione, quando attaccò chiunque e lasciò alle spalle regioni desolate. Dregoth venne rianimato dai suoi fidati templari come non morto dotato di volontà, dopodiché ricostruì la sua città, con il nuovo nome di Nuova Guistenal, sotto le rovine della vecchia città, e rimane qui come re-stregone, al 29º livello di lich dragone non morto.
4º Campione di Rajaat - Myron di Yorum "Brucia-Troll": epurazione fallita, ucciso da Rajaat e rimpiazzato da Manu di Deche (poi Hamanu di Urik). Rajaat lo uccise a causa della sua lentezza nel completamento della Guerra Purificatrice contro i troll. Molti credono che Myron sapesse dell'imminente tradimento ma che gli mancassero a forza e il carisma per unirsi agli altri Campioni contro Rajaat.
4º Campione di Rajaat - Manu di Deche (Hamanu)* "Brucia-Troll": maschio, tempo necessario per l'epurazione: 1505 anni, re-stregone di Urik.
5º Campione di Rajaat - Uyness di Waverly (Abalach-Re) "Piaga degli Orchi": femmina, tempo necessario per l'epurazione: 889 anni, regina-stregone di Raam, uccisa da Sadira.
6º Campione di Rajaat - Gallard (Nibenay) "Flagello degli Gnomi": maschio, tempo necessario per l'epurazione: 1229 anni, re-stregone di Nibenay, vivo.
7º Campione di Rajaat - Sielba "Distruttrice degli Pterran": femmina, epurazione fallita, regina-stregone di Yaramuke, uccisa da Hamanu. Nel libro The Rise and Fall of A Dragon King si fa riferimento a Sielba come "Artiglio Spirito" invece che come "Distruttrice degli Pterran".
8º Campione di Rajaat - Albeorn di Dunswich (Andropinis) "Ammazza-Elfi": maschio, epurazione fallita, re-stregone di Balic, esiliato nel Nero da Rajaat.
9º Campione di Rajaat - Tectuktitlay "Annientatore di Wemic": maschio, tempo necessario per l'epurazione: 1409 anni, re-stregone di Draj, ucciso da Rajaat.
10º Campione di Rajaat - Keltis (Oronis) "Boia dei Lucertoloidi": maschio, tempo necessario per l'epurazione: 1362 anni, re-stregone di Kurn. Oronis era in grado non solo di interrompere la propria trasformazione in dragone come già fatto da Hamanu, ma anche di invertirla completamente e iniziare la trasformazione, all'insaputa dei rimanenti Campioni (re-stregoni), in un Avangion. Costruì una nuova città, chiamata Nuova Kurn, e mantiene la vecchia come facciata per gli altri re-stregoni. All'insaputa di Oronis durante le Guerre Purificatrici, i Signori della Mente protessero un certo numero di lucertoloidi ed essi continuano ad esistere anche se in numero limitato in una remota regione di Athas.
11º Campione di Rajaat - Inenek (Lalali-Puy) "Castigatrice degli Aarakocra": femmina, epurazione fallita, regina-stregone di Gulg, viva. Il libro The Rise and Fall of A Dragon King fa riferimento a Inenek (Lalali-Puy) come "Devastazione degli Ogre" invece che come "Castigatrice degli Aarakocra" e se questo fosse corretto allora lei avrebbe avuto successo nelle Guerre Purificatrici, tempo necessario per l'epurazione: 1228 anni.
12º Campione di Rajaat - Wyan di Bodach "Avvizzimento dei Pixie": maschio, tempo necessario per l'epurazione: 877 anni, decapitato da Borys non appena questi assunse la forma di dragone per mantenere imprigionato Rajaat. Wyan e Sacha tradirono gli altri Campioni e si allearono con Rajaat, avvisandolo dell'imminente attacco dei Campioni. Wyan poi venne ucciso da Rikus.
13º Campione di Rajaat - Borys di Ebe "Macellaio di Nani" (Dragone di Tyr): maschio, epurazione fallita. Re-stregone di Ur Draxa. Divenne il primo Dragone di Athas. Guidò i Campioni nella rivolta contro Rajaat e poi fu impegnato a mantenerlo imprigionato per l'eternità. Richiese un sacrificio annuale di 1000 schiavi per ognuna delle regioni delle città-stato in modo da poter imbrigliare le energie raccolte dagli schiavi per tenere Rajaat imprigionato. Borys venne ucciso da Rikus con l'antica spada di Borys, Flagello di Ithe, forgiata per lui da Rajaat. Rikus realizzò tutto questo con l'aiuto di Sadira, Neeva e Rkard. Nel libro The Rise and Fall of A Dragon King si fa riferimento a Borys come successore di un precedente "Macellaio di Nani".
14º Campione di Rajaat - Daskinor "Morte dei Goblin": maschio, tempo necessario per l'epurazione: 822 anni, re-stregone di Eldaarich, vivo. Caduto in preda alla pazzia e alla paranoia.
15º Campione di Rajaat - Kalid-Ma "Uccisore di Tari": femmina (Psionic Artifacts of Athas fa riferimento a Kalid-Ma come a un maschio), epurazione fallita, regina-stregone di Kalidnay, si credeva fosse stata uccisa da Borys, Kalak e Hamanu, ma al momento è intrappolata a Ravenloft, anche se gli artefatti psionici di Athas specificano che le sfere di Kalid Ma possono essere unite per far rivivere la regina-stregone.
Pennarin (menzionato in letteratura: il libro The Rise and Fall of A Dragon King) l'unico Campione ucciso da Rajaat nella rivolta contro di lui. Pennarin è molto probabilmente il Campione noto come "Disgrazia dei Centauri". Questa è l'opzione più verosimile, siccome i tre Campioni più famosi per la loro robustezza fisica vennero attaccati da Rajaat con le armi durante la ribellione contro di lui. Questi tre Campioni erano Dregoth "Distruttore dei Giganti", Hamanu "Brucia-Troll", e Pennarin. Se Pennarin fosse la "Disgrazia dei Centauri" sarebbe logico che fosse uno dei tre campioni noti per la loro forza, dato che i centauri sono una razza grande e potente.
Irikos (menzionato in Book of Artifacts) Irikos viene nominato come Campione di Rajaat solo in Book of Artifacts: "It was Irikos's ancient duty to destroy the race of orcs, and when the last orc was no more, he turned to the conquest of all who did not stand with Rajaat's captains" (Evidentemente ciò è in conflitto con i molti riferimenti a Uyness di Waverly (Abalache Re) come il Campione incaricato della distruzione degli orchi). Irikos era conosciuto come "La Mano Sinistra di Rajaat" ed era stato incaricato di distruggere la città di Bodach durante le Guerre Purificatrici perché, "...the city of Bodach was a great neutral power. Its armies and magicians jealously guarded the lands of the city-state while the rulers refused all offers of alliance with the warring defilers and preservers". Inoltre, "Irikos possessed a powerful weapon named the Silencer. Using the weapon, he and his host systematically destroyed the armies of Bodach and sacked the city. Still, the last and most powerful sorcerers of Bodach managed to cast a mighty spell of destruction against the defiler warlord, which blasted Irikos to ashes even as his hordes threw down Bodach with fire and sword. Only the Silencer survived." Questo è l'unico riferimento a Irikos nei romanzi di Dark Sun. Questo riferimento in Book of Artifacts è in conflitto diretto con tutti gli altri romanzi di Dark Sun. The Rise and Fall of a Dragon King dice che tutti i Campioni erano coinvolti, in un modo o nell'altro, nella rivolta contro Rajaat e Uyness di Waverly è la "Piaga degli orchi" nel boxed set. Quindi si ritiene che questa informazione riguardo a Irikos sia sbagliata. Inoltre, si dovrebbe notare che Silenziatore è una delle tre spade create da Rajaat il Portatore di Guerra: il Silenziatore, il Flagello e lo Strinatore erano tutte e tre delle spade estremamente potenti e maledette. Nel supplemento Psionic Artifacts of Athas, il Silenziatore e il Flagello sono descritti molto dettagliatamente. Nella descrizione del Flagello in quel manuale, come in molti altri libri, si dice che Rajaat aveva lottato con i preservatori prima di essere l'artefice delle Guerre Purificatrici, in un conflitto noto come la Jihad dei Preservatori. Inoltre, Irikos era stato designato come Campione da Rajaat, persino come "Piaga degli Orchi", ma la sua morte a Bodach durante la Jihad costrinse Rajaat a cambiare i suoi piani.

## Edizioni

### 2ª edizione Dungeons & Dragons
L'ambientazione è stata pubblicata dalla TSR utilizzando come regolamento quello della 2ª edizione di Dungeons & Dragons. I manuali pubblicati sono elencati di seguito.

#### Manuali base
- Timothy Brown, Dark Sun: Campaign Setting (2nd Edition), TSR, ottobre 1990, ISBN 1-56076-104-0.
- Timothy Brown, Dark Sun: Dragon Kings (2nd Edition), TSR, giugno 1992, ISBN 1-56076-235-7.
- Bill Slavicsek, Dark Sun Campaign Setting, Expanded and Revised, TSR, ottobre 1995, ISBN 0-7869-0162-4.

#### Accessori
- William Connors, Wanderers Journal, The, TSR, 1991, B000BQOU8G.
- William Connors, Dark Sun Rules Book, TSR, 1991, B000BQOVYY.
- Walter Baas, Terrors of the Desert (Dark Sun Monstruos Compendium I), TSR, marzo 1992, ISBN 1-56076-272-1.
- Walter Baas, Complete Gladiator's Handbook, The, TSR, luglio 1993, ISBN 1-56076-616-6.
- Walter Baas, Dss1:City-State of Tyr, TSR, agosto 1993, ISBN 1-56076-629-8.
- Doug Stewart, Dss2:Earth, Air, Fire and Water, TSR, ottobre 1993, ISBN 1-56076-652-2.
- Bill Slavicsek, Dss3:Elves of Athas, TSR, novembre 1993, ISBN 1-56076-665-4.
- Richard Baker, The Will and the Way: Psionicists of Athas, TSR, giugno 1994, ISBN 1-56076-861-4.
- Anne Gray McCready, Terrors Beyond Tyr (Dark Sun Monstrous Compendium II), TSR, marzo 1995, ISBN 0-7869-0097-0.
- Jon Pickens, Thri-Kreen of Athas, TSR, aprile 1995, ISBN 0-7869-0125-X.
- TSR, Beyond the Prism Pentad, TSR, giugno 1995, ISBN 0-7869-0308-2.
- Monte Cook, Windriders of the Jagged Cliffs, TSR, dicembre 1995, ISBN 0-7869-0169-1.
- Nicky Rea, Defilers and Preservers: The Wizards of Athas, TSR, luglio 1996, ISBN 0-7869-0383-X.
- Kevin Melka, Psionic Artifacts of Athas, TSR, ottobre 1996, ISBN 0-7869-0390-2.

#### Moduli di avventura
- Troy Denning, Ds1:Freedom, TSR, gennaio 1992, ISBN 1-56076-105-9.
- David Cook, Dsq1:Road to Urik, TSR, aprile 1992, ISBN 1-56076-248-9.
- Bill Slavicsek, Dsq2:Arcane Shadows, TSR, agosto 1992, ISBN 1-56076-312-4.
- Anthony Pryor, Dsq3:Asticlian Gambit, TSR, novembre 1992, ISBN 1-56076-315-9.
- Bill Slavicsek, Dsr1:Slave Tribes, TSR, febbraio 1992, ISBN 1-56076-271-3.
- Anthony Pryor, Dsr2:Dune Trader, TSR, maggio 1992, ISBN 1-56076-545-3.
- Allen Varney, Dsr3:Veiled Alliance, TSR, ottobre 1992, ISBN 1-56076-313-2.
- Richard Baker, Dsr4:Valley of Dust and Fire, TSR, dicembre 1992, ISBN 1-56076-313-2.
- Richard Baker, Dse1: Dragon's Crown, TSR, marzo 1993, ISBN 1-56076-567-4.
- Sam Witt, Dsm1:Black Flames, TSR, aprile 1993, ISBN 1-56076-580-1.
- Richard Baker, Dsm2:Merchant House of Amketch, TSR, settembre 1993, ISBN 1-56076-643-3.
- William Connors, Dsm3:Marauders of Nibenay, TSR, dicembre 1993, ISBN 1-56076-677-8.
- John Terra, Forest Maker, TSR, 1994, ISBN 1-56076-841-X.

#### Set in scatola
- TSR, Ivory Triangle, The, TSR, giugno 1993, ISBN 1-56076-604-2.
- Walter Baas, Dse2: Black Spine (Dark Sun), TSR, febbraio 1994, ISBN 1-56076-824-X.
- Shane Lacy Hensley, City by the Silt Sea, TSR, settembre 1994, ISBN 1-56076-882-7.
- Matt Forbeck, The Wanderers Chronicle: Mind Lords of the Last Sea, TSR, febbraio 1996, ISBN 0-7869-0367-8.

#### Dungeons & Dragons 3.x
I diritti dell'ambientazione sono passati nel 1997 alla Wizards of the Coast in seguito alla sua acquisizione della TSR. Sebbene l'ambientazione non sia più supportata direttamente dalla Wizards of the Coast sono state sviluppate due diverse versioni per l'edizione 3.x di Dungeons & Dragons, la prima dagli utenti del sito Athas.org, l'altra dalla Paizo.
Sia la versione di Athas.org che quella della Paizo sono versioni ufficiali approvate e autorizzate da Wizards of the Coast, anche se sono reciprocamente incompatibili, e forniscono due diversi adattamenti dell'ambientazione. Alcuni hanno affermato che i prodotti non sono incompatibili, ma semplicemente fanno riferimento a due diverse epoche nel mondo, a distanza di centinaia di anni l'una dall'altra. Due degli autori del materiale Paizo, Chris Flipse e Jon Sederquist, fanno parte del "concilio" di Athas, e sono responsabili dello sviluppo di molte delle regole di Athas.org.

### 4ª edizione Dungeons & Dragons
L'ambientazione è stata pubblicata dalla WotC utilizzando come regolamento quello della 4ª edizione di Dungeons & Dragons.

#### Athas.org
Gli utenti di Athas.org hanno creato le regole di base, due manuali dei mostri, diverse avventure e altri accessori.

#### Paizo
La Paizo ha pubblicato un articolo speciale in Dragon Magazine numero 319 (il numero di maggio 2004) e un articolo parallelo in Dungeon Magazine numero 110 dove fornisce una interpretazione dell'ambientazione per la versione 3.5 di Dungeons and Dragons. Le regole per il mago profanatore sono apparse in Dragon numero 315, e dei mostri supplementari in Dungeon numero 111.
Oltre ai punteggi più alti per le statistiche, tutte le capacità delle razze giocabili come PG sono state migliorate. Ognuna (inclusi gli umani) hanno un bonus a una o più caratteristiche, poteri psionici innati e spesso altri bonus. Ogni razza ha un modificatore di livello: ciò significa che un PG di quella razza viene considerato come un PG di livello superiore al suo ai fini del bilanciamento.
- Noonan, David, "Defilers of Athas." Dragon Magazine, p33, gennaio 2004.
- Noonan, David, "The Dark Sun DM's Guide." Dungeon Magazine, p60, maggio 2004.
- Noonan, David, "Dark Sun Monster Supplement." Dungeon Magazine, p84, maggio 2004.
- Noonan, David, "Dark Sun Player's Handbook." Dragon Magazine, p16, maggio 2004.
- Flipse, Chris & Sederquist, Jon, "Dragon Kings." Dragon Magazine, p22, gennaio 2006.

## Romanzi

### Pentalogia del Prisma (Prism Pentad)
- Troy Denning. Il passaggio smeraldo (The Verdant Passage, 1991). 1993. ISBN 88-344-0543-9.
- Troy Denning. La legione di fuoco (The Crimson Legion, 1992). 1993. ISBN 88-344-0544-7.
- Troy Denning. L'incantatrice d'ambra (The Amber Enchantress, 1992). 1993. ISBN 88-344-0545-5.
- Troy Denning. L'oracolo di ossidiana (The Obsidian Oracle, 1993. 1994. ISBN 88-344-0581-1.
- Troy Denning. La tempesta celeste (The Cerulean Storm, 1993). 1994. ISBN 88-344-0582-X.

### Tribe of One
- Simon Hawke. The Outcast. 1993. ISBN 1-56076-676-X.
- Simon Hawke. The Seeker. 1994. ISBN 1-56076-701-4.
- Simon Hawke. The Nomad. 1994. ISBN 1-56076-702-2.

### Chronicles of Athas
Non sono considerate come facenti parte del canone.
- Lynn Abbey. The Brazen Gambit. 1994. ISBN 1-56076-872-X.
- Ryan Hughes. The Darkness Before the Dawn. 1995. ISBN 0-7869-0104-7.
- Simon Hawke. The Broken Blade. 1995. ISBN 0-7869-0137-3.
- Lynn Abbey. Cinnabar Shadows. 1995. ISBN 0-7869-0181-0.
- Lynn Abbey. The Rise & Fall of a Dragon King. 1996. ISBN 0-7869-0476-3.

## Videogiochi
- Dark Sun: Shattered Lands (1993) - Strategic Simulations, Inc.
- Dark Sun: Wake of the Ravager (1994) - Strategic Simulations, Inc. e Mindscape
- Dark Sun Online: Crimson Sands (1996) - Un MMORPG sviluppato e ospitato da T.E.N. Network
- Dark Sun Online: The Age of Heroes - Un nuovo prodotto sviluppato da Zen Interactive